# Пацифик из Сан-Северино
Святой Пацифик из Сан-Северино (итал. Pacifico da San Severino), в миру Карло Антонио Дивини (итал. Carlo Antonio Divini, 1 марта 1653, Сан-Северино-Марке, Марке — 24 сентября 1721, Сан-Северино-Марке, Марке) — итальянский священник-францисканец, чудотворец.

## Жизнь
Родился 1 марта 1653 года в Сан-Северино в семье Антонио Марии Дивини и Марианджелы Бруни. Родители скончались вскоре после конфирмации трёхлетнего сына. В детстве и юности терпел всяческие лишения. В декабре 1670 года был принят в орден францисканцев в Форано, Анконская марка.
Рукоположен в священники 4 июня 1678 года. В 1680—1683 годах преподавал орденским послушникам философию. После этого четыре или пять лет вёл миссионерскую деятельность, пока больше не смог выполнять работу из-за прогрессирующей хромоты и глухоты, в дополнение к слепоте. Оставив миссионерство, посвятил жизнь молитвам и созерцанию. Всю свою жизнь страдая от хронических болей, «он искал утешения и облегчения только в Боге, и был одарён Им чудесными милостями и даром творить чудеса». Поговаривали, что он «переносил страдания с ангельским терпением, совершил несколько чудес и был благословлён Господом религиозными экстазами».
Несмотря на постоянные боли, занимал пост хранителя в монастыре Санта-Мария-делле-Грацие в Сан-Северино в 1692—1693 годах, где позже скончался 24 сентября 1721 года.

## Почитание
Процесс канонизации начался в 1740 году при папе Бенедикте XIV, когда Пацифик был назван слугой Божьим. Папа Пий VI беатифицировал его 4 августа 1786 года; папа Григорий XVI канонизировал его 26 мая 1839 года.
День памяти — 24 сентября. Покровительствует страдающим от хронических болей.